# کولپینو

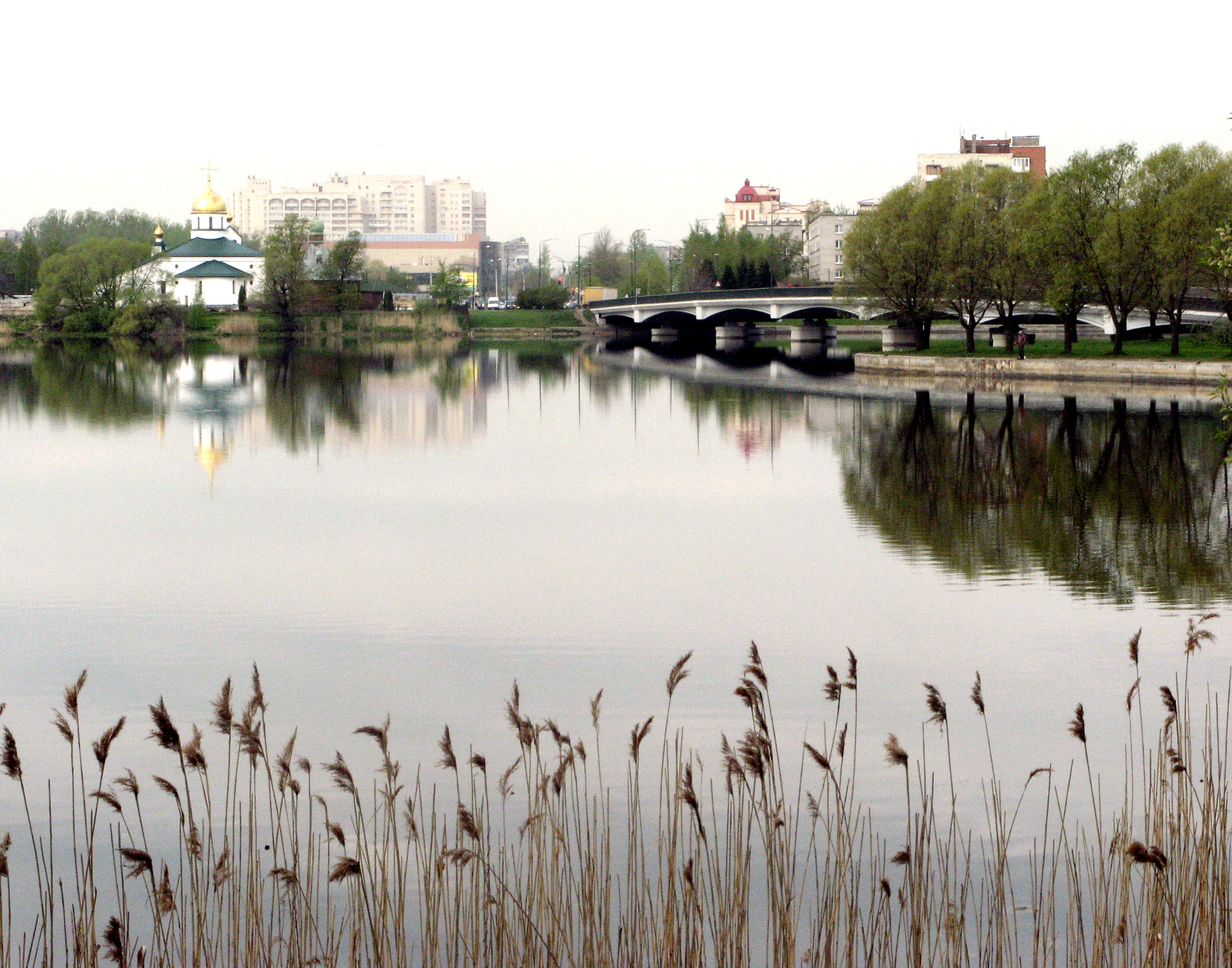
کولپینو.

کولپینو (به روسی: Колпино) (به فنلاندی: Kolpina ،Kolppina یا Kolppana) یکی از شهرهای ناحیهٔ کولپینسکی در منطقهٔ فدرال سن پترزبورگ در شمال غرب روسیه است. این شهر در ۲۶ کیلومتری جنوب شرق سن پترزبورگ واقع شده‌است.
جمعیت کولپینو در سال ۱۸۹۷ بالغ بر ۸٬۰۷۶ نفر و در سال ۱۹۷۲ بالغ بر ۸۱٬۰۰۰ نفر بوده که این رقم در سرشماری سال ۲۰۰۲ به ۱۳۶٬۶۳۲ نفر رسیده‌است.